# 回民区
回民區（汉语拼音字母：Hôtông Ardin Tôôrig）為内蒙古自治区呼和浩特市的一個市轄區，總面積為175平方公里，區政府駐新華西街49號。

## 簡介
1950年12月28日，成立歸綏市回民自治區。1956年11月，改為呼和浩特市回民區，該區地處呼和浩特市區西北部，因回族聚居較多而得名。区人民政府驻孔家营（新华西街），邮政编码010030。

## 行政区划
回民区下辖7个街道办事处、1个镇：
新华西路街道、中山西路街道、光明路街道、海拉尔西路街道、环河街街道、通道街街道、钢铁路街道、攸攸板镇和阿拉善北路街道。

## 人口
根据(内蒙古自治区)呼和浩特市第七次全国人口普查公报显示：回民区常住人口为436042人，男性人口占比49.55%，女性人口占比50.45%，年龄结构中0-14岁占比13.16%，15-59岁占比70.36%，60岁以上占比16.47%，65岁以上占比10.86%。